# Krokmålla
Krokmålla (Bassia hyssopifolia) är en amarantväxtart som först beskrevs av Pall., och fick sitt nu gällande namn av Carl Ernst Otto Kuntze. Krokmålla ingår i släktet kvastmållor, och familjen amarantväxter. Inga underarter finns listade i Catalogue of Life.

## Bildgalleri

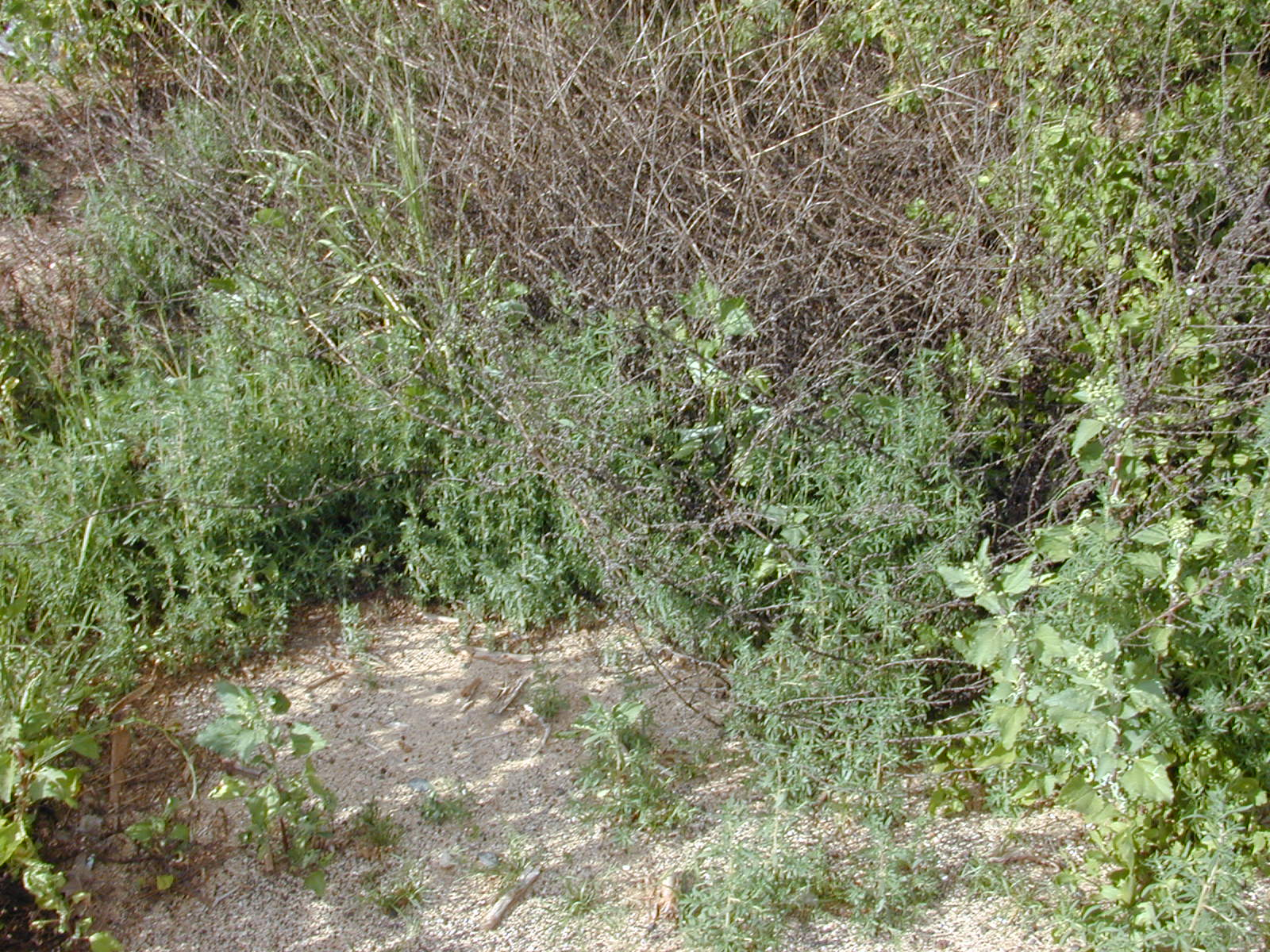
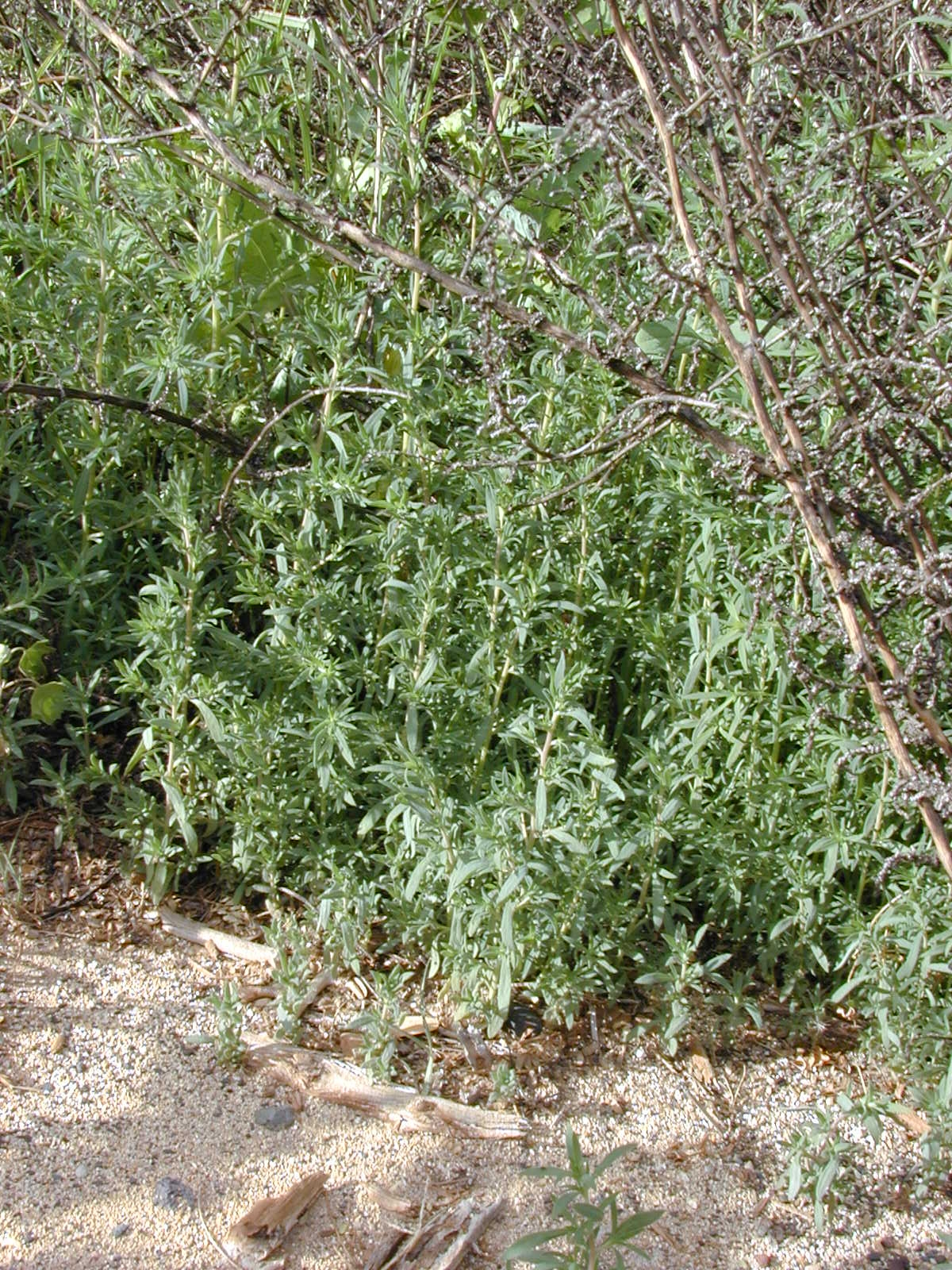
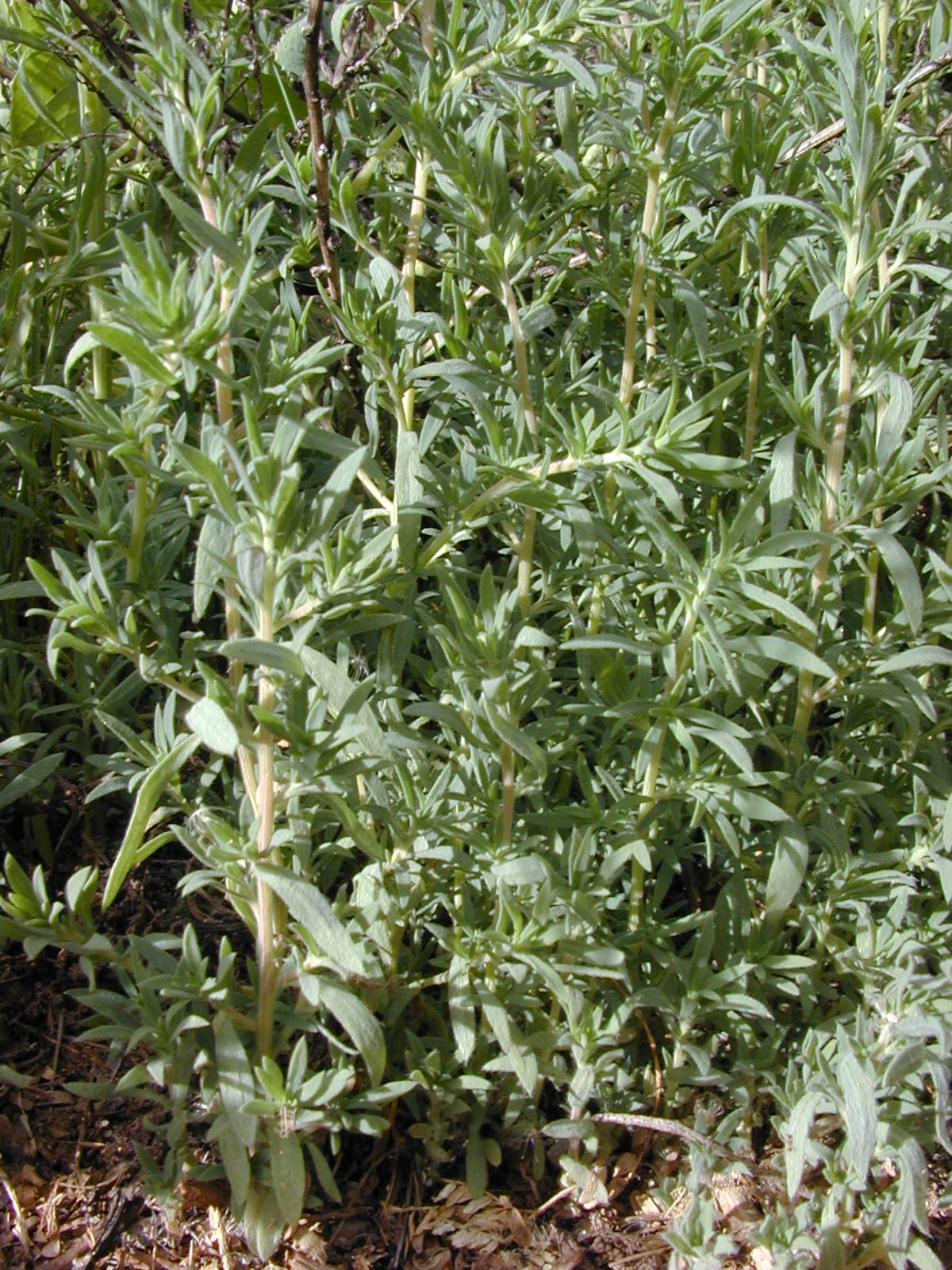
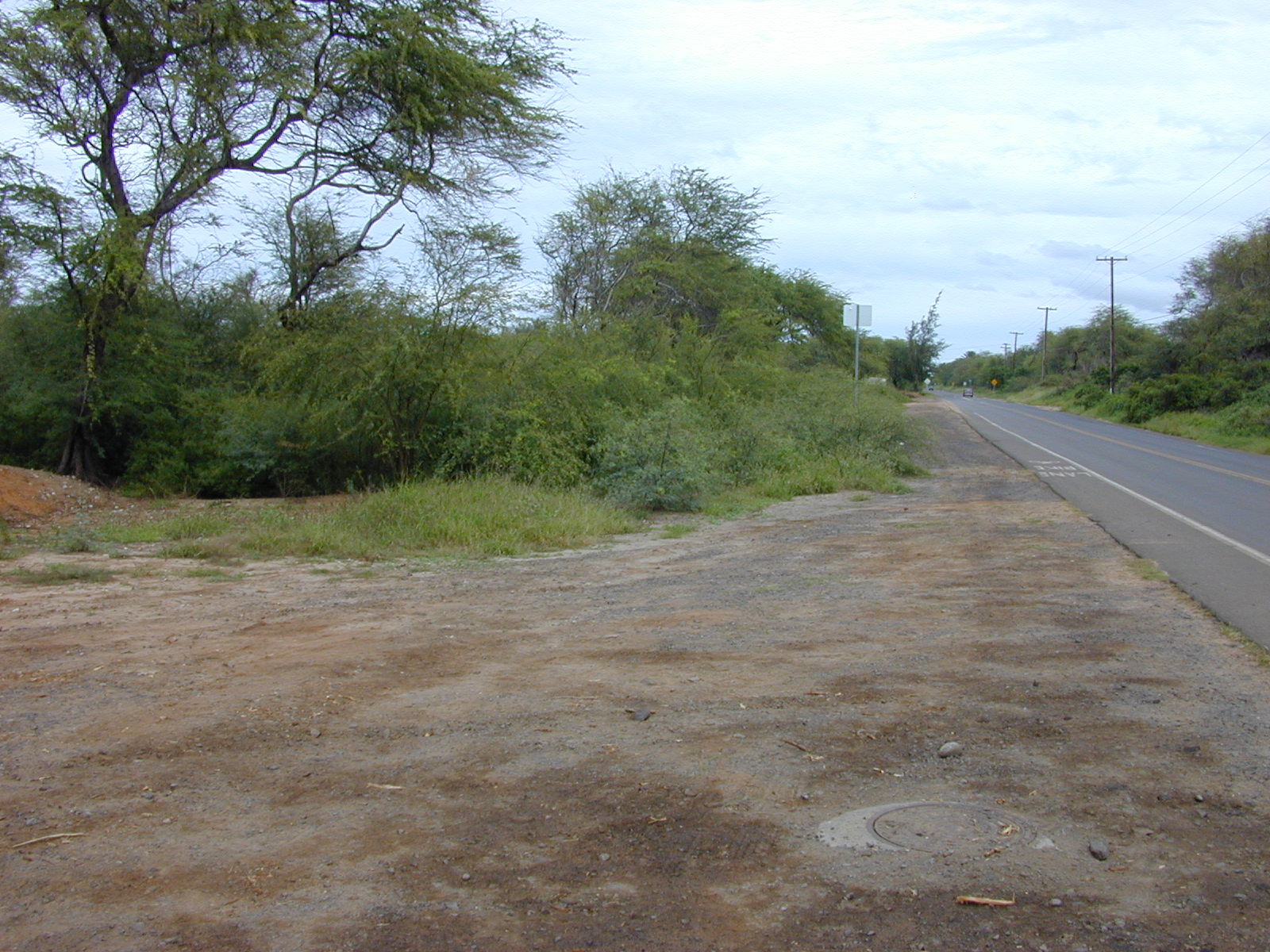